# Railroad Museum of Pennsylvania

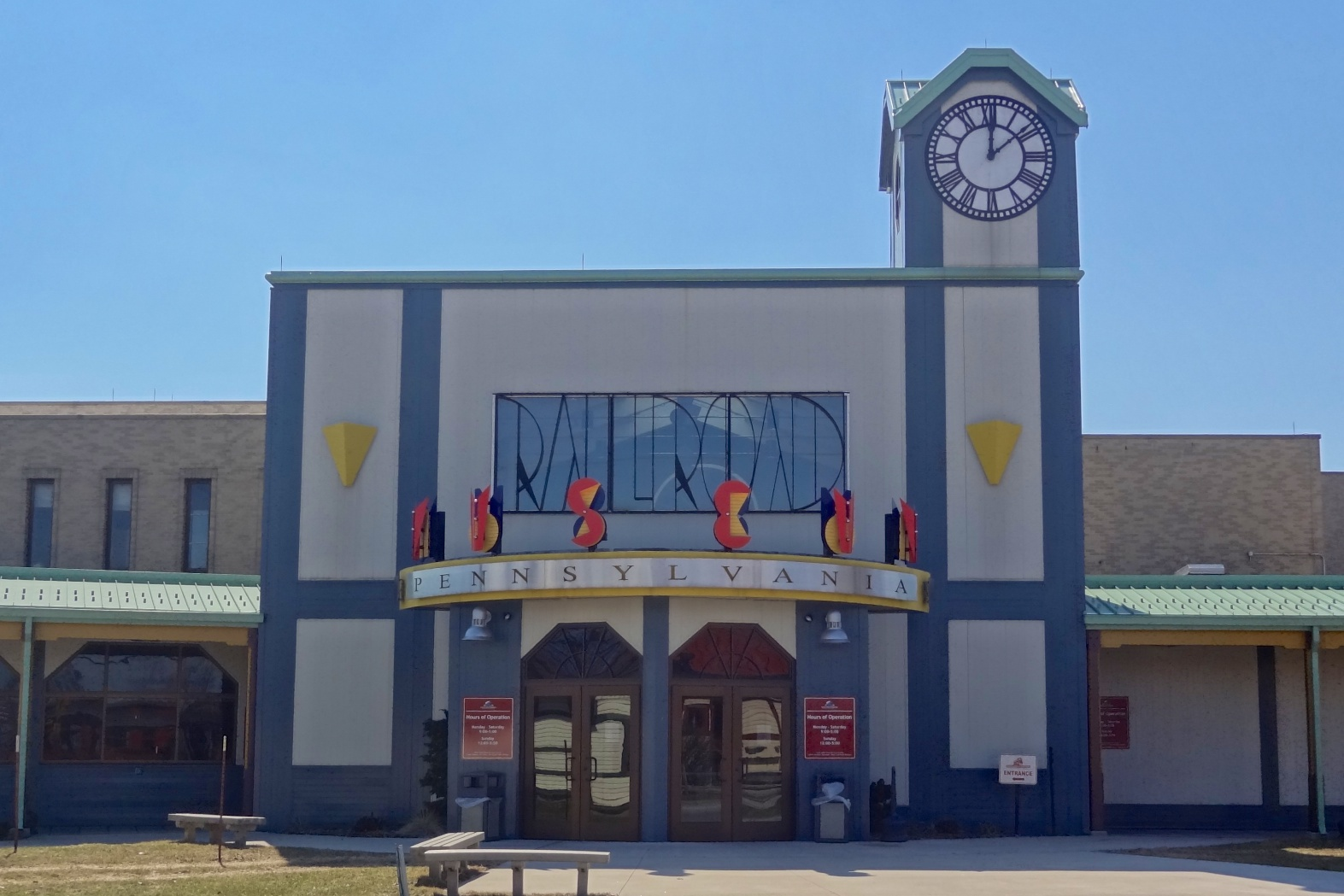
Eingang zum Railroad Museum

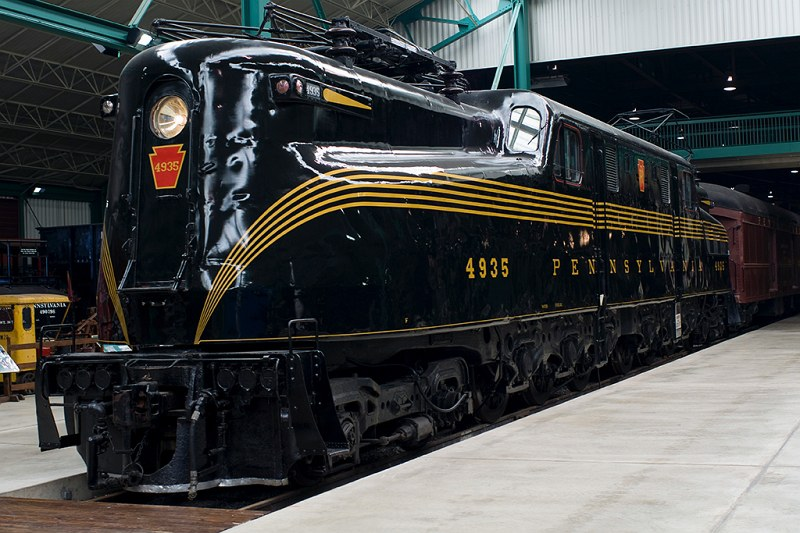
PRR GG1, 1935

Das Railroad Museum of Pennsylvania ist ein im Jahr 1975 eröffnetes Eisenbahnmuseum. Es gibt einen Überblick über die Geschichte der Eisenbahn in den Vereinigten Staaten. Das Museum liegt in Strasburg im Lancaster County in Pennsylvania, wird von der Pennsylvania Historical and Museum Commission verwaltet und von dem Freundeskreis Friends of the Railroad Museum unterstützt. Zum Museum gehören außerdem eine Bücherei, ein Archiv und ein Verwaltungsgebäude.

## Ausstellungsstücke
Auf dem Museumsgelände werden über 100 historische Lokomotiven und Waggons gezeigt. Die Ausstellungsfläche beträgt 18 Acres (ca. 72.850 m²) einschließlich eines Observationsdecks. Einzelne Lokomotiven können auch von unten besichtigt werden. Ein Großteil der Exponate wurde von der Pennsylvania Railroad (PRR) zur Verfügung gestellt. Auch Modelleisenbahnen werden gezeigt.  Weiterhin sind Einzelstücke von Eisenbahnzubehör, beispielsweise Laternen, Uhren und Ersatzteile zu besichtigen. Einige der antiken Lokomotiven wurden in das National Register of Historic Places aufgenommen.

## Galerie

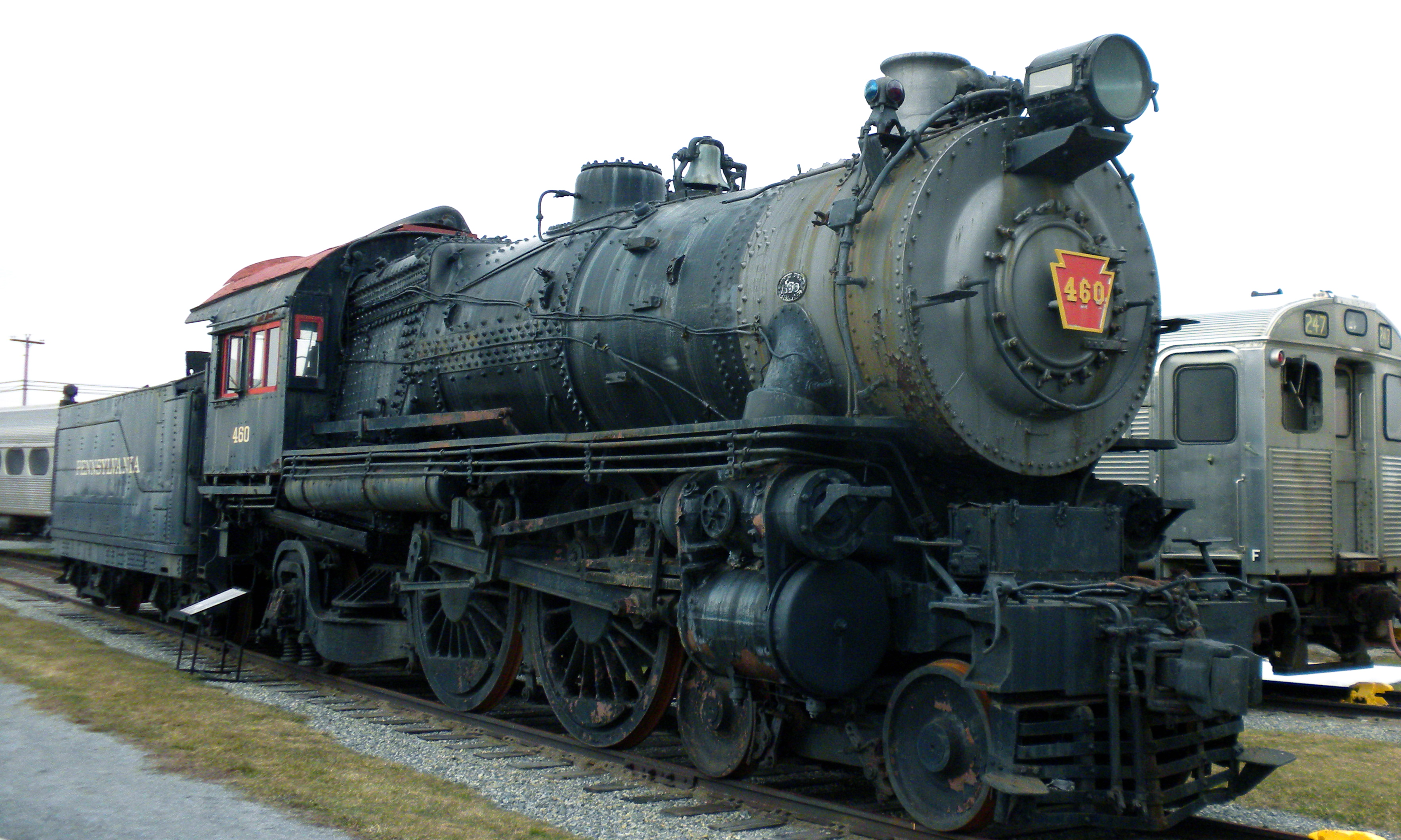
PRR 460, 1914
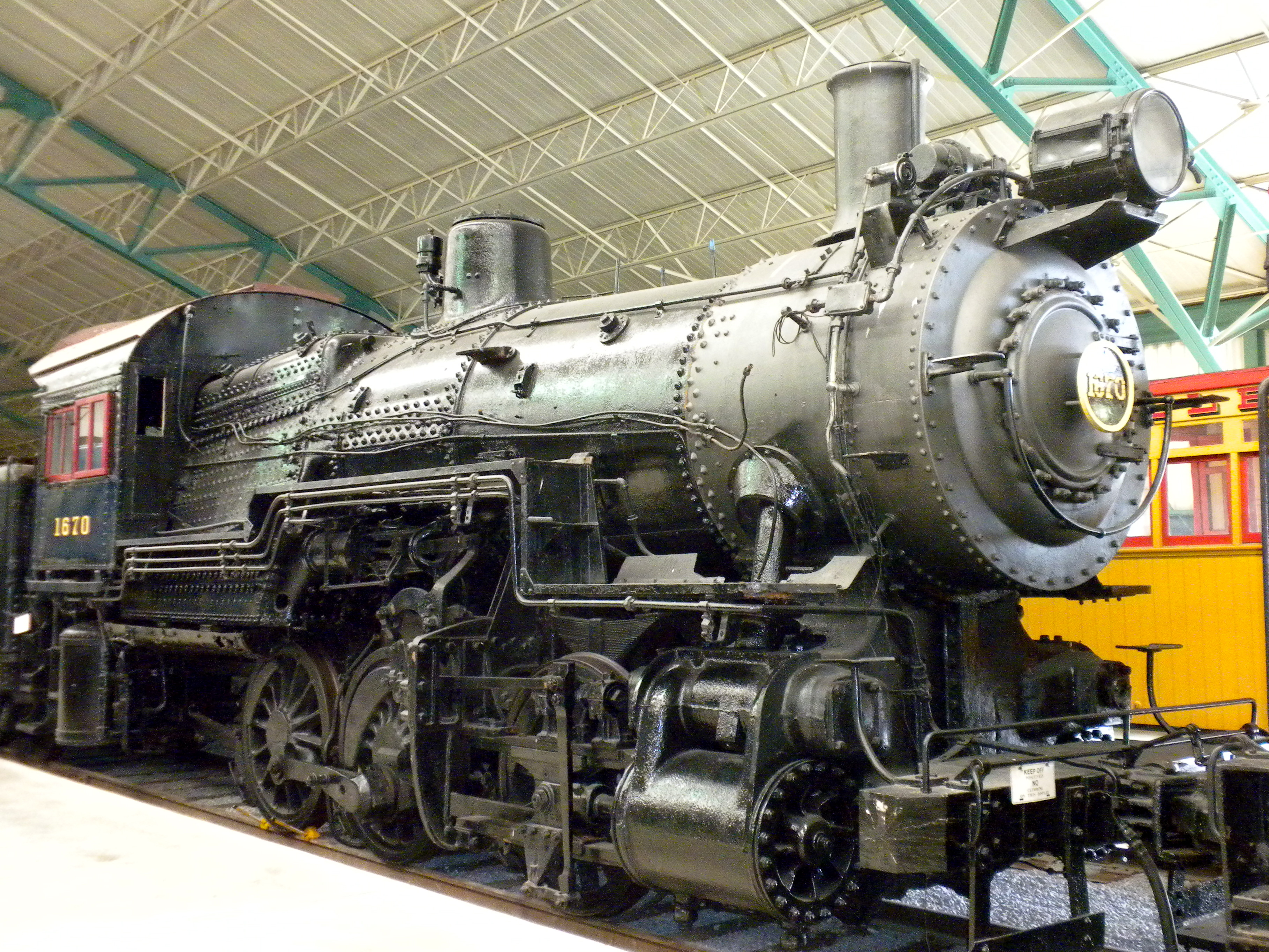
PRR 1670, 1916
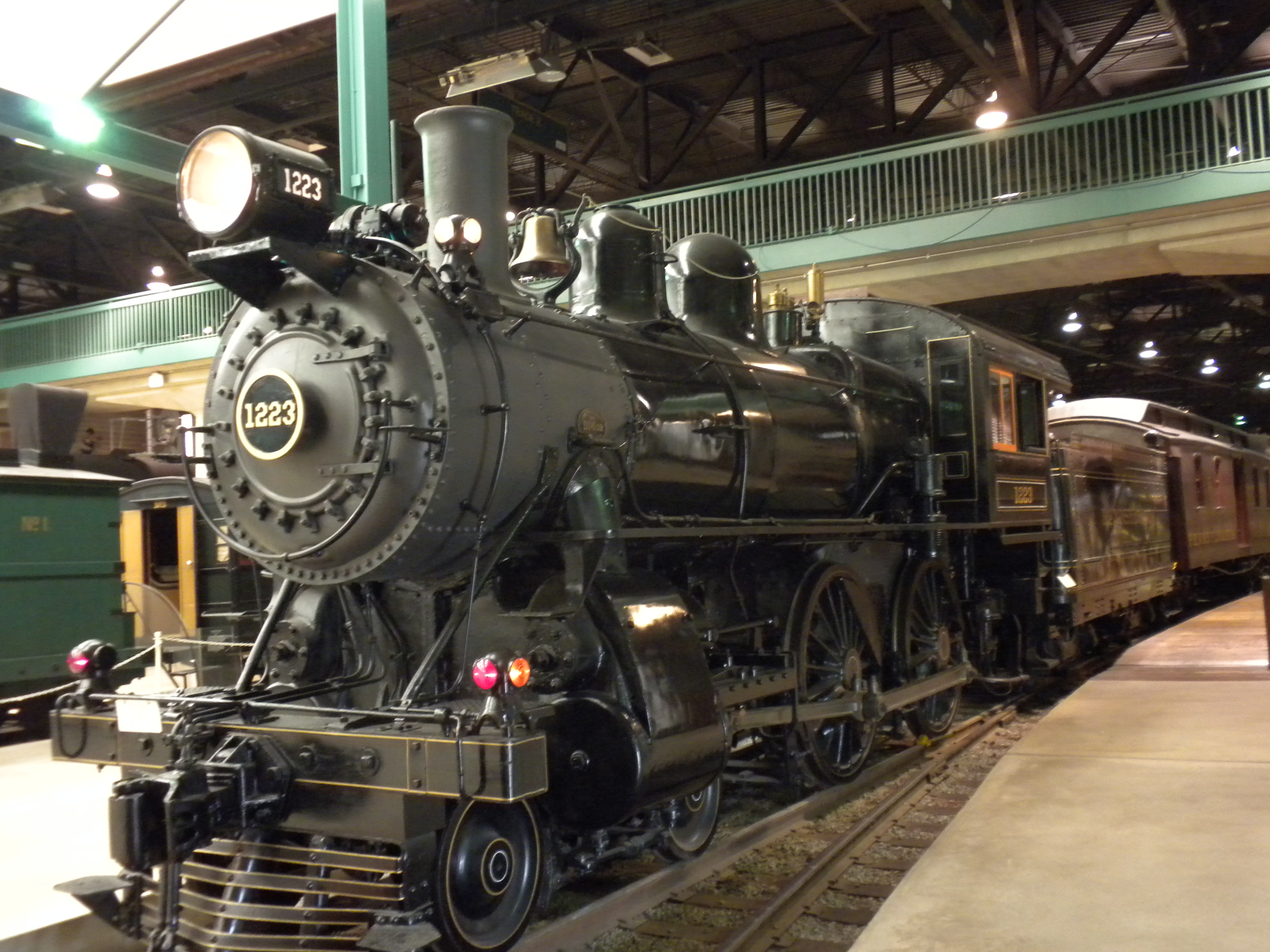
PRR 1223, 1905
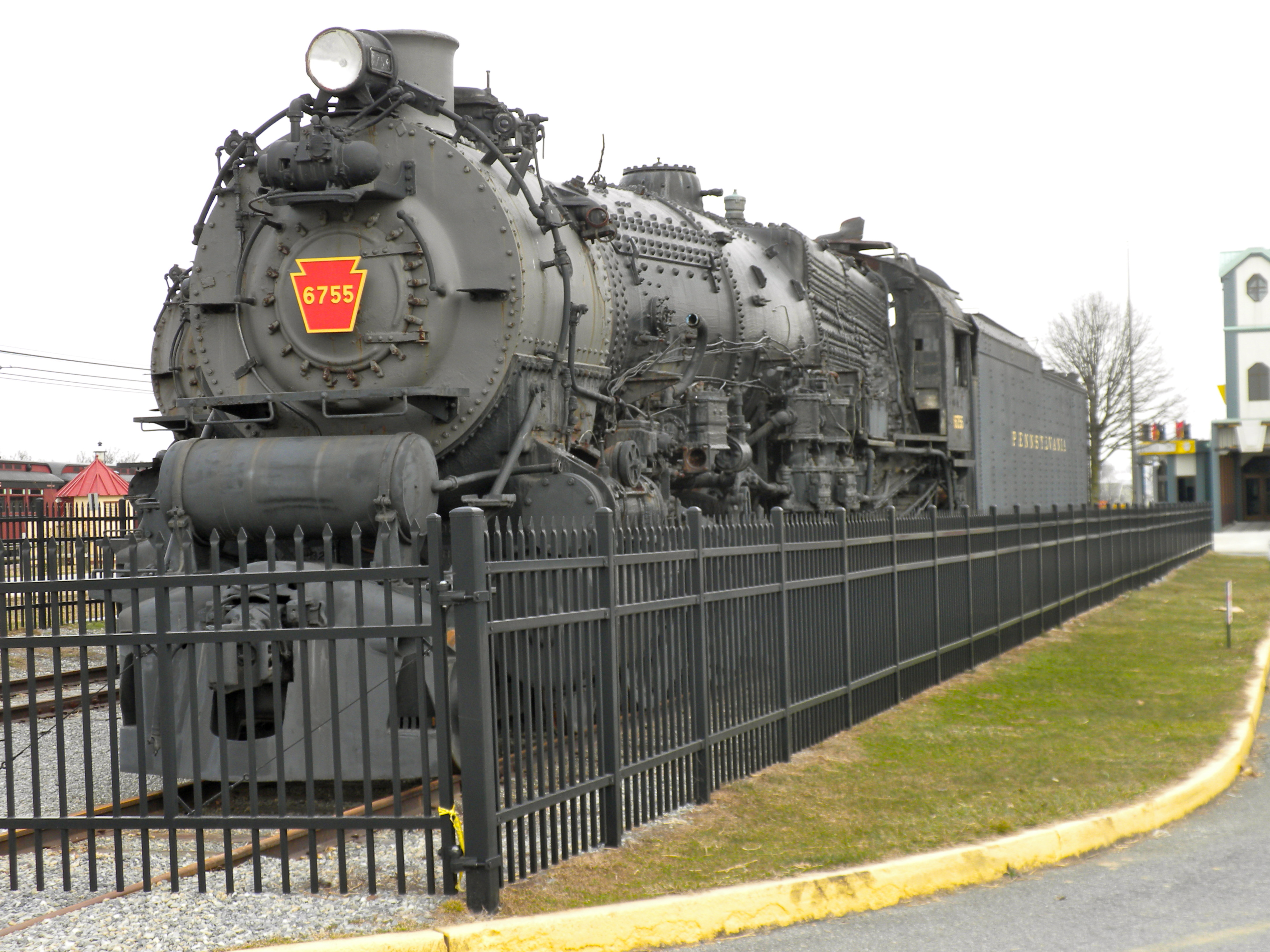
PRR 6755, 1930
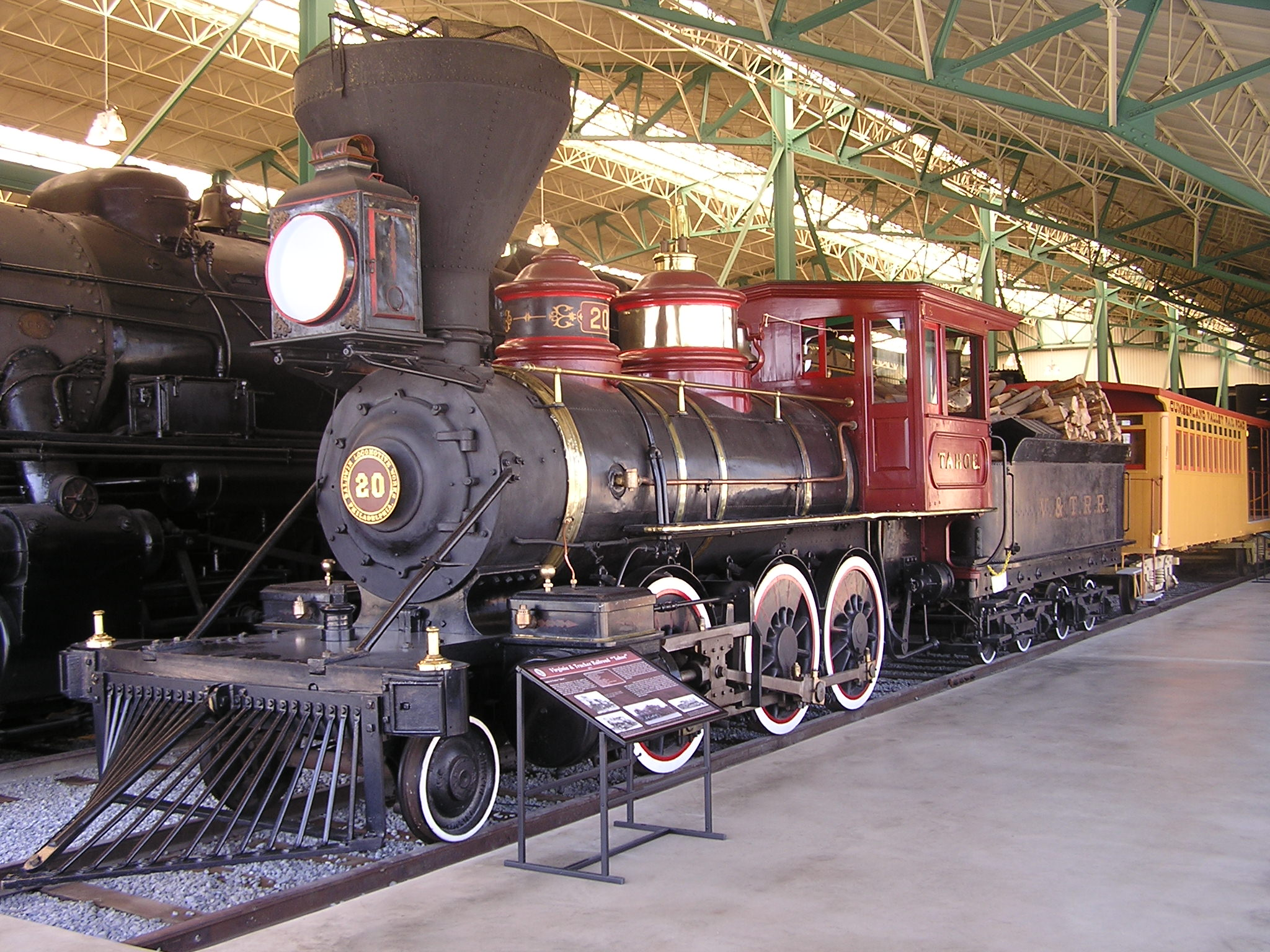
Virginia & Truckee, 1875
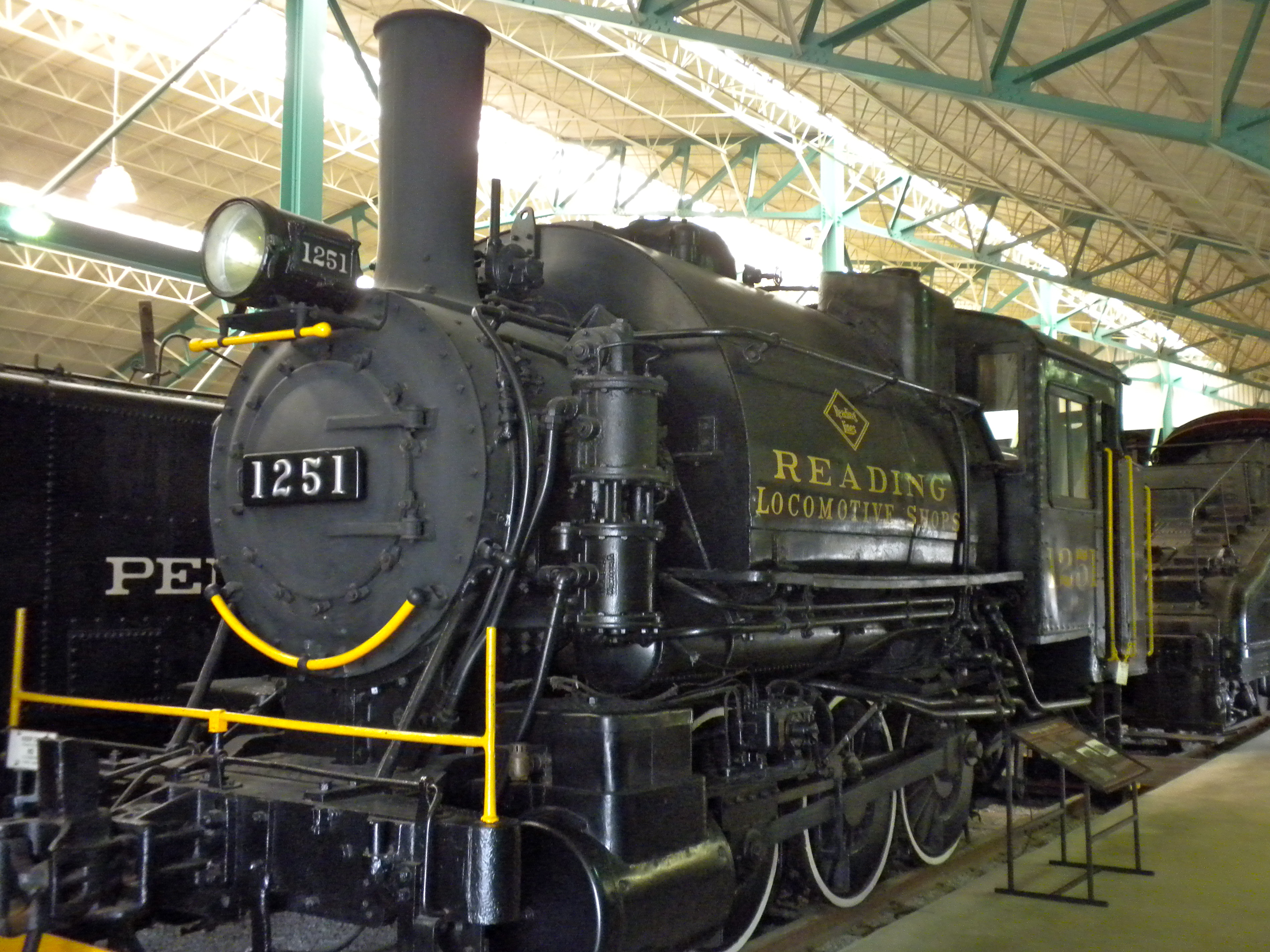
Reading 1251, 1918
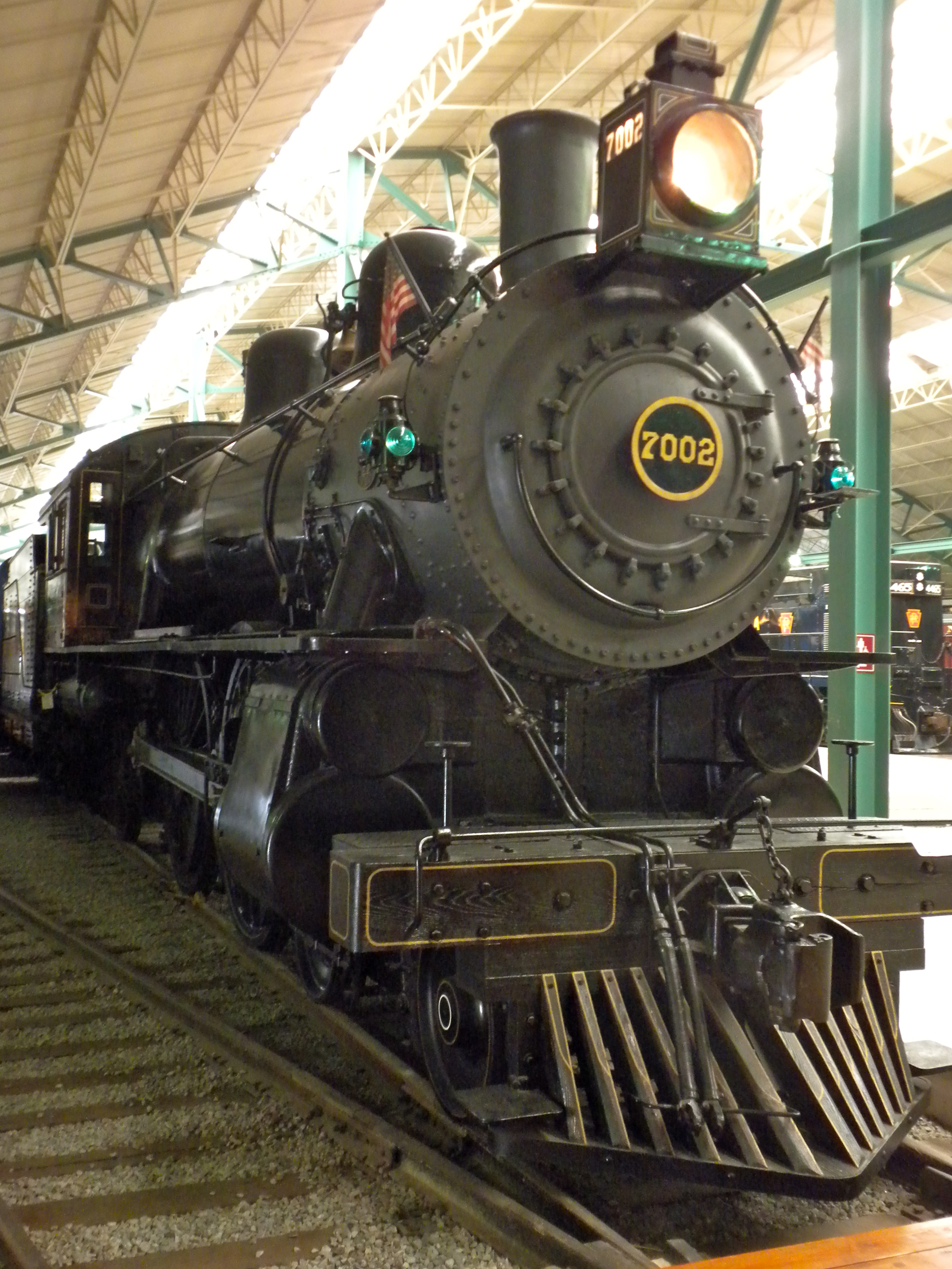
PRR 7002, 1902
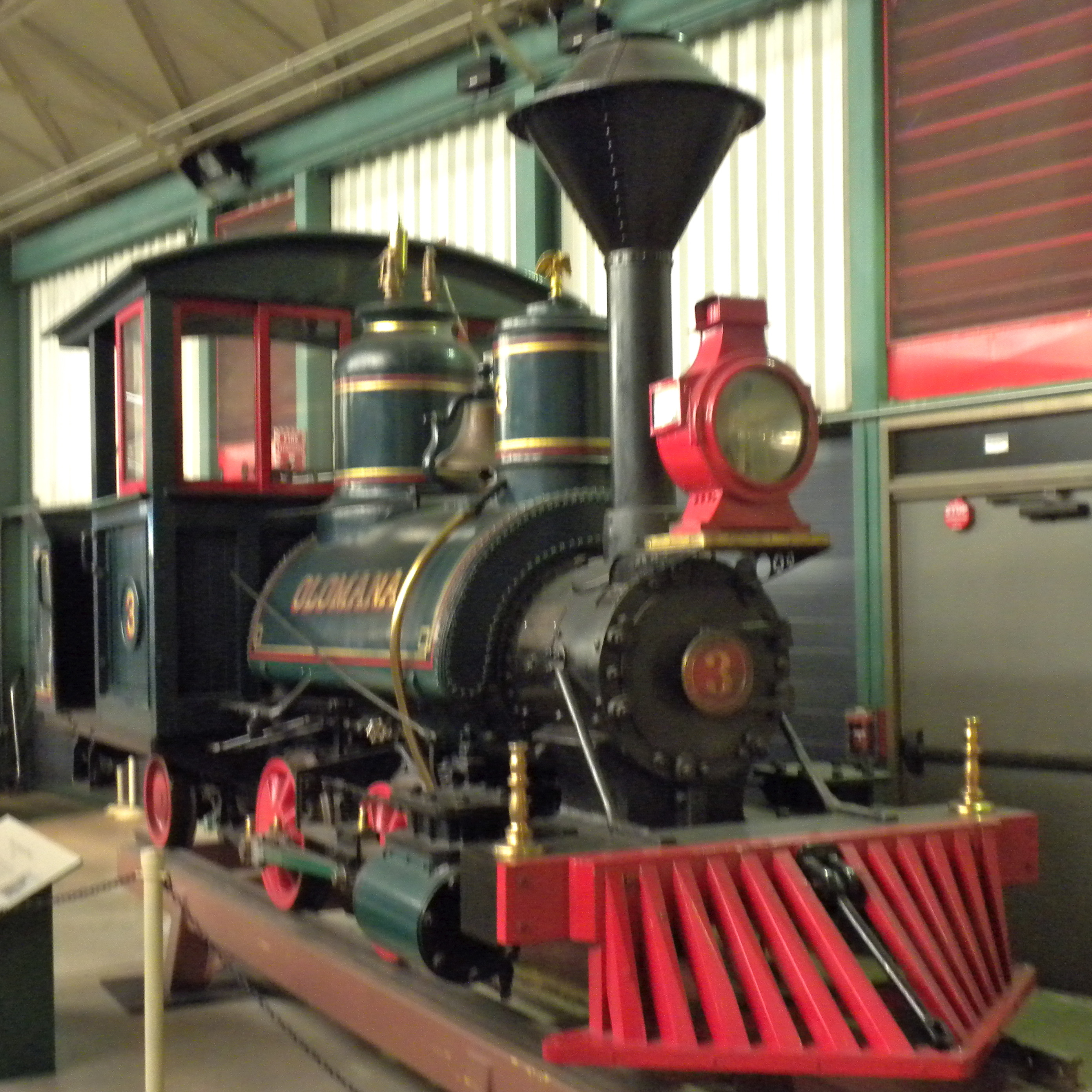
Olomana, 1883